# Понше, Жессика
Жессика Понше (фр. Jessika Ponchet; род. 26 сентября 1996, Байонна) — французская профессиональная теннисистка. Победительница одного турнира WTA 125 (2023) в парном разряде; победительница двадцати четырёх турниров ITF (10 — в одиночном разряде).

## Спортивная карьера
В 2016—2023 годах стала победительницей десяти турниров ITF в одиночном разряде.
И в 2014—2023 годах стала победительницей ещё одного турнира WTA 125 и четырнадцати турниров ITF в парном разряде.

### 2020—2022
В 2020—2022 годах трижды становилась финалисткой турниров WTA 125 в парном разряде.
В декабре 2021 года, в Лиможе (Франция) стала финалисткой в парном разряде вместе с соотечественницей Эстель Касино турнира WTA 125 Открытый чемпионат Лиможа, где они в финале проиграли паре Моника Никулеску и Вера Звонарёва со счётом 4-6, 4-6.
В мае 2022 года стала финалисткой в парном разряде вместе с соотечественницей Эстель Касино турнира WTA 125 Открытый чемпионат Сен-Мало (Франция), где они в финале проиграли японской паре Эри Ходзуми и Макото Ниномия со счётом 6-7(1-7), 1-6.
В июле 2022 года в одиночном разряде стала победительницей 60-тысячного турнира ITF Open Araba en Femenino в Витория-Гастейсе (Испания), где она в финале победила швейцарку Дженни Дёрст со счётом 6-4, 7-5.

### 2023—2024
В июле 2023 года в одиночном разряде стала финалисткой 100-тысячного турнира ITF Open Araba en Femenino в Витория-Гастейсе (Испания), где она в финале проиграла украинке Дарье Снигур со счётом 6-3, 4-6, 1-6.
В середине октября 2023 года стала победительницей в парном разряде вместе с британской тенниской Маей Ламсден турнира WTA-125 в Руане (Франция), где она в финале победила Анну Бондар и Кимберли Циммерман со счётом: 6-3, 7-6(7-4).
В июле 2024 года в одиночном разряде дошла до полуфинала 100-тысячного турнира ITF Open Araba en Femenino в Витория-Гастейсе (Испания), где она в полуфинале проиграла теннисистке из Андорры Виктории Хименес Касинцевой со счётом 2-6, 2-6.
В конце августа 2024 года победила в квалификации и стала участницей одиночного разряда Открытого чемпионата США, где в первом круге встретится с китаянкой Чжэн Сайсай.

## Итоговое место в рейтинге WTA по годам
| Год  | Одиночный рейтинг | Парный рейтинг |
| 2024 | 124               | 194            |
| 2023 | 122               | 169            |
| 2022 | 166               | 103            |
| 2021 | 201               | 150            |
| 2020 | 244               | 151            |
| 2019 | 190               | 203            |
| 2018 | 239               | 303            |
| 2017 | 269               | 323            |
| 2016 | 526               | 545            |
| 2015 | 791               | 670            |
| 2014 | 739               | 851            |
| 2013 | 1077              | 1127           |
| 2012 | 1068              | 693            |
| 2011 | —                 | 1029           |